# Premier (Suíça)
Premier é uma comuna da Suíça, situada no distrito de Jura-Nord Vaudois, no cantão de Vaud. Tem 6,12 km² de área e sua população em 2018 foi estimada em 214 habitantes.